# Aleksander Kominkowski
Aleksander Kominkowski (ur. 23 marca 1897 w Myślenicach, zm. 1 kwietnia 1945) – kapitan piechoty Wojska Polskiego II RP i Polskich Sił Zbrojnych.

## Życiorys
Aleksander Kominkowski urodził się 23 marca 1897 w Myślenicach. Był synem Stanisława.
Po zakończeniu I wojny światowej został przyjęty do Wojska Polskiego. Został awansowany na stopień porucznika piechoty ze starszeństwem z dniem 1 stycznia 1921. W latach 20. był oficerem 7 pułku piechoty Legionów w Chełmie (tak samo kpt. Kazimierz Kominkowski). W późniejszych latach 20. i 30. służył w Korpusie Ochrony Pogranicza. Został awansowany na stopień kapitana piechoty ze starszeństwem z dniem 1 stycznia 1930. Od 24 marca 1932 był dowódcą kompanii granicznej KOP „Mieżany” 
Po wybuchu II wojny światowej 1939 i kampanii wrześniowej został aresztowany przez sowietów i od 1940 był osadzony w obozie jenieckim NKWD w Griazowcu. Później został oficerem Polskich Sił Zbrojnych. Do końca życia pozostawał w stopniu kapitana. Zmarł 1 kwietnia 1945. Został pochowany na brytyjskim cmentarzu wojennym w Ramleh w Palestynie (miejsce 5-A-1).

## Ordery i odznaczenia
- Krzyż Niepodległości (6 czerwca 1931)[12][13]
- Krzyż Walecznych
- Srebrny Krzyż Zasługi (10 listopada 1928)[14]